# Luisa Zappa
Luisa Zappa (Milano, 1952) è una cantante, artista e paroliera italiana.

## Biografia
Moglie di Angelo Branduardi e pertanto nota anche come Luisa Branduardi o Luisa Zappa Branduardi, ha studiato letteratura inglese alla Statale di Milano (i due si sono conosciuti proprio durante questi anni universitari). Vive prevalentemente in una casa di campagna nel Varesotto, dove ha aiutato Branduardi a scavare nel patrimonio culturale della madrigalistica medievale onde dissotterrarne concetti espressivi poi disseminati nel suo repertorio, autrice e coautrice della maggior parte dei testi (La pulce d'acqua e Cogli la prima mela, tra i tanti) e lasciando affiorare le proprie composizioni poetiche, alcune delle quali tradotte in tedesco da Michael Ende, in francese da Étienne Roda-Gil o Georges Moustaki, e in inglese da Peter Sinfield.
Dal terreno pur fertilissimo della musica, Luisa Zappa è di tanto in tanto uscita con qualche incursione nel cinema e in teatro, ad esempio Il viaggio incantato di Furio Bordon (per la regia di Francesco Macedonio), e la Lauda di Francesco. Ha anche illustrato alcune copertine degli album del marito. 

## Vita privata
È sposata con il cantante Angelo Branduardi da cui ha avuto due figlie.